# Neolasioptera crotalariae
Neolasioptera crotalariae är en tvåvingeart som först beskrevs av George Ledyard Stebbins 1910.  Neolasioptera crotalariae ingår i släktet Neolasioptera och familjen gallmyggor. Inga underarter finns listade i Catalogue of Life.